# Думбрава (Њамц)
Думбрава (рум. Dumbrava) насеље је у Румунији у округу Њамц у општини Тимишешти. Oпштина се налази на надморској висини од 316 m.

## Становништво
Према подацима из 2002. године у насељу је живело 1185 становника, од којих су сви румунске националности.